# آية ميكامي
آية ميكامي (27 يناير 1984 بكورياما في اليابان - ) (بالكانا:みかみ あや) هي لاعبة كرة طائرة يابانية.